# Englandsdals naturreservat
Englandsdal är ett naturreservat i Västra Karups socken i Båstads kommun i Skåne.
Området är en sprickdal på Hallandsåsens nordsluttning. I dalen som även är en bäckravin finns upp till 30 meter höga bergväggar.  Reservatet är 31 hektar stort och bildades 1992. Det ligger ovanför Norrvikens Trädgårdar med utsikt över Laholmsbukten.

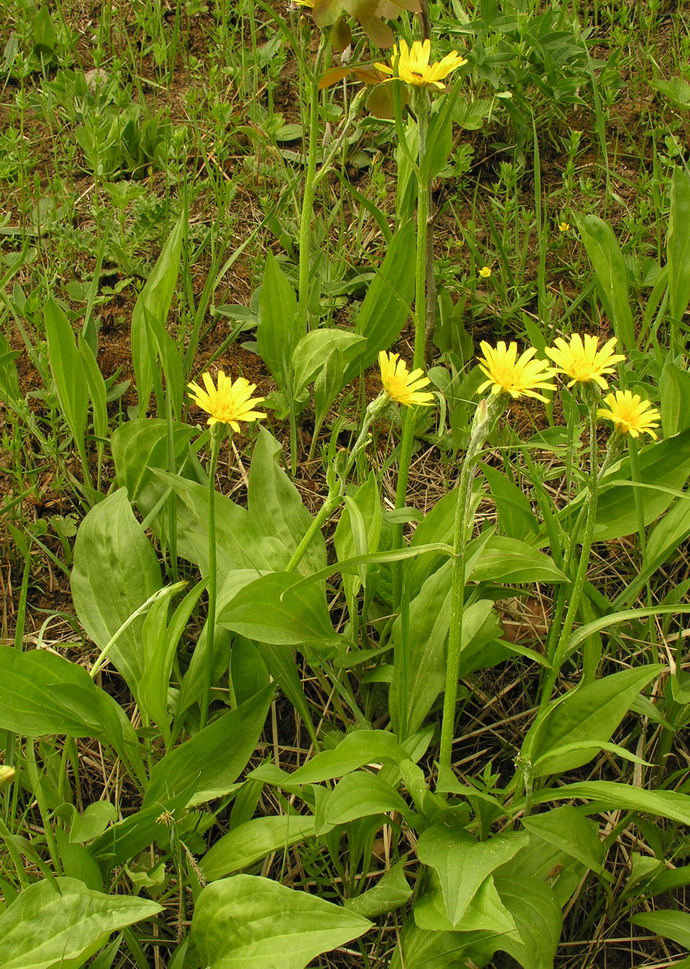
Svinrot

Här växer dungar bok och björk med inslag av asp, oxel, tall ek och fågelbär. Det finns även områden med flora bestående av Sankt Pers nycklar, nattviol, jungfru Marie nycklar, slåttergubbe, darrgräs, svinrot, jordtistel och backtimjan.
Genom området passerar Skåneleden.

## Källa
- Englandsdal, Länsstyrelsen i Skåne län

1. 1 2 3 4 5  Skyddade områden, naturreservat, 18 december 2015, läs onlineläs online, läst: 20 januari 2017.[källa från Wikidata]
2. ↑  Skyddade områden, naturreservat, 25 februari 2020, läs onlineläs online, läst: 25 februari 2020.[källa från Wikidata]